# Stanisław Siciński (1896–1966)

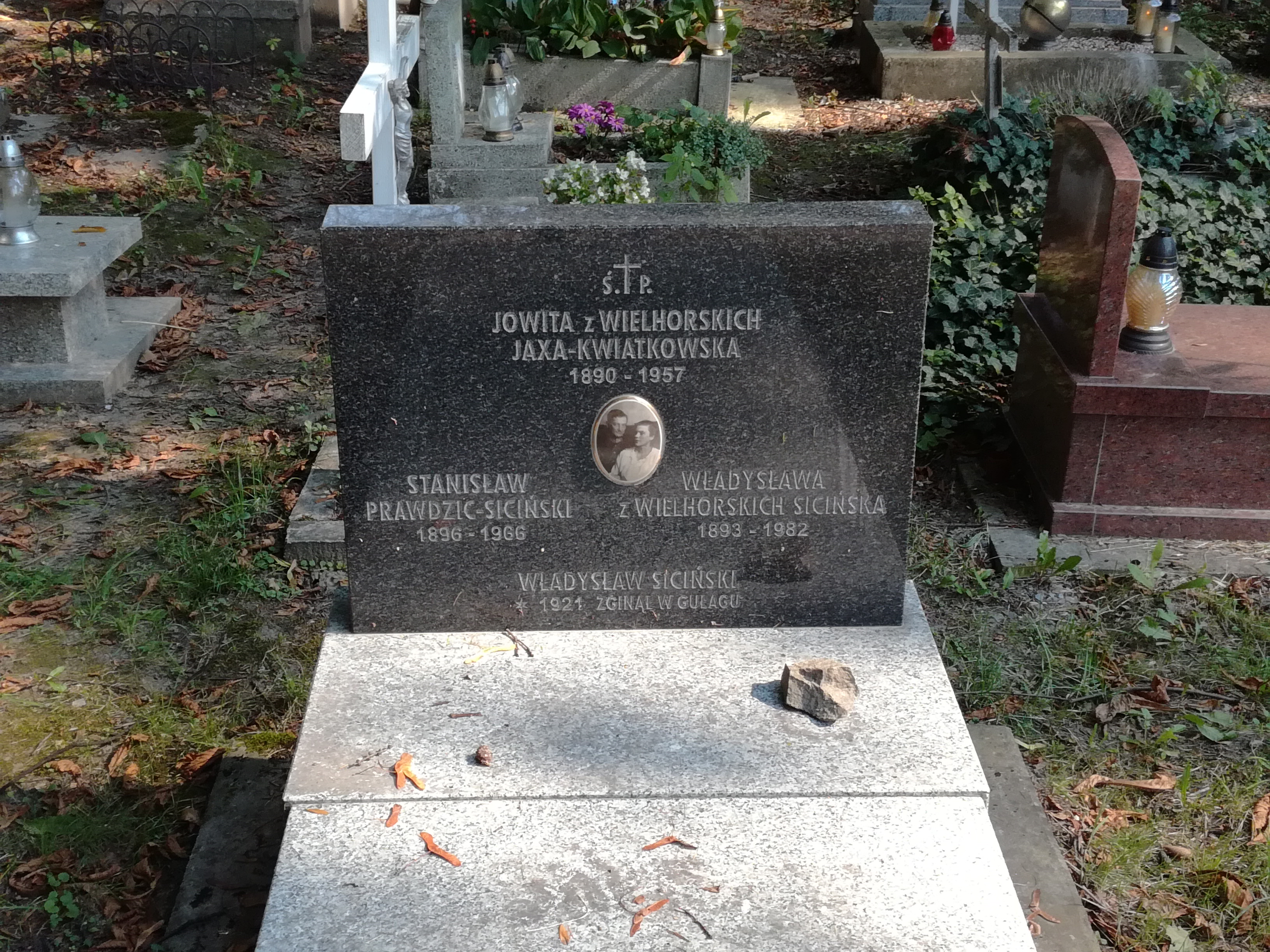
Grób Stanisława Sicińskiego na cmentarzu Rakowickim

Stanisław Siciński ps. Prawdzic (ur. 7 listopada 1896 w Rohatynie, zm. 24 sierpnia 1966 w Krakowie) – major kawalerii Wojska Polskiego, kawaler Orderu Virtuti Militari, ziemianin, poseł na Sejm i senator w II Rzeczypospolitej.

## Życiorys
Urodził się 7 listopada 1896 roku w Rohatynie, w rodzinie Władysława, właściciela majątku Putiatyńce pod Rohatyniem, i Anny z Wyszyńskich.
Od 3 sierpnia 1914 roku walczył jako dowódca plutonu w szeregach 2. kompanii III batalionu 1 pułku piechoty Legionów Polskich, 6 grudnia 1914 roku był ranny w czasie bitwy pod Marcinkowicami. Po kryzysie przysięgowym został wcielony do wojska austriackiego. W kwietniu 1918 roku zdezerterował i wstąpił do I Korpusu Polskiego. Należał do POW. Utworzył oddział partyzancki i walczył z Ukraińcami w czasie wojny polsko-ukraińskiej. W 1918 roku został uwięziony przez Ukraińców, jednak po kilku tygodniach został zwolniony, przybył do Lublina i 10 grudnia 1918 roku wstąpił do Wojska Polskiego. W przerwach między walkami kończył różne kursy oficerskie. W 1915 roku, w czasie pobytu w szpitalu w Wiedniu zdał maturę w tamtejszym gimnazjum filologicznym.
Walczył w wojnie polsko-bolszewickiej, został awansowany do stopnia rotmistrza. W 1920 roku utworzył 210 pułk ułanów, którego został dowódcą, a następnie zastępcą dowódcy. 1 lutego 1920 roku został przeniesiony do Wilna, gdzie został dowódcą placu i zastępcą dowódcy miasta.
W 1922 roku został przeniesiony do rezerwy i zajął się zarządzaniem swoimi majątkami: Surwiliszki w powiecie oszmiańskim, Czerlona w powiecie grodzieńskim i później dokupionym Zelzinem w powiecie wołkowyskim. Mieszkał w majątku Melużyn, w powiecie lidzkim.
Był członkiem BBWR i później OZN. W 1930 roku został posłem na Sejm III kadencji (1930–1935) z listy BBWR z 62. okręgu wyborczego obejmującego Lidę, Oszmianę, Wołożyn i Wilejkę. Ponownie został wybrany senatorem V kadencji (1938–1939) z województwa białostockiego, pracował w komisjach: wojskowej, społecznej i spraw zagranicznych. Na stopień majora rezerwy został mianowany ze starszeństwem z 19 marca 1939 i 6. lokatą w korpusie oficerów kawalerii.
Po wybuchu II wojny światowej uczestniczył w kampanii wrześniowej 1939 roku, walcząc w szeregach 101 pułku ułanów i przez pewien czas dowodząc nim. Z tym pułkiem 22 września ścierał się zwycięsko z oddziałami radzieckimi. Został internowany w obozie w Rakiszkach, skąd udało mu się wydostać do Wilna. Jednak w czerwcu 1941 roku został wywieziony do Archangielska, gdzie pracował przy wyrębie lasów. Dostał się do Armii Andersa i wraz z nią walczył w szeregach 2 Korpusu Polskiego we Włoszech. W lipcu 1946 roku był komendantem Placu w Neapolu.
Po wojnie osiadł w Londynie. Wrócił do Polski w 1956 roku i zamieszkał w Krakowie. Pracował w Towarzystwie Opieki nad Zwierzętami. Zmarł 24 sierpnia 1966 w Krakowie i został pochowany na cmentarzu Rakowickim w Krakowie (kwatera Ł-płd.-12).
W 1920 roku w Wilnie ożenił się z Władysławą Wielhorską (1893–1981), z którą miał dwoje dzieci:
- Władysława Antoniego, aresztowanego przez NKWD w lutym 1945 roku, wywiezionego do Donbasu, gdzie zaginął po nim ślad
- Jowitę Annę, późniejszą Żebrowską[9][10].

## Ordery i odznaczenia
- Krzyż Srebrny Orderu Wojskowego Virtuti Militari nr 7107 – 17 maja 1922[11] [2]
- Krzyż Niepodległości z Mieczami – 6 czerwca 1931 „za pracę w dziele odzyskania niepodległości”[12][1]
- Krzyż Walecznych czterokrotnie (po raz 1 i 2 w 1921 za służbę KN III POW[13])
- Odznaka „Za wierną służbę”[9]